# Jiří Krejčí
Jiří Krejčí (* 22. března 1986, Chlumec nad Cidlinou) je český fotbalový obránce, od srpna 2013 působící v českém prvoligovém klubu 1.FC Slovácko. Mimo Česka působil v Řecku, Rumunsku a Maďarsku.
Od června 2017 je členem širšího vedení Hráčské fotbalové unie, která se stará o zájmy aktivních i bývalých fotbalistů.

## Klubová kariéra
Tento sparťanský odchovanec poprvé dostal příležitost v dresu Blšan v sezoně 2004/05. V lednu 2005 ho koupil Jablonec, za něj neodehrál žádný zápas, a tak se v lednu 2006 vrátil do Blšan. V červenci 2006 přišel do Mostu. Po roce stráveném v mužstvu se opět vrátil do FK Jablonec 97. Z Jablonce nakonec v roce 2010 zamířil do řeckého klubu Iraklis Soluň, který tou dobou trénoval Jozef Bubenko ze Slovenska. Bubenko byl ještě v průběhu přípravy odvolán a Krejčí ho záhy následoval. Bez angažmá dlouho nebyl, v kariéře pokračoval v Rumunsku. Ani zde se na hráče štěstí neusmálo. Jeho klub totiž sužovaly finanční potíže a kvůli dluhům byl přeřazen až do třetí ligy. Fotbalista tedy v roce 2011 přišel zpět do 1. ligy. Tentokrát oblékl dres 1. FK Příbram. V roce 2012 však zamířil opět do ciziny, tentokrát do maďarského Pécsi MFC. V červenci 2013 ho testovala SK Slavia Praha. V následujícím měsíci se stal hráčem FC Vysočina Jihlava až do ledna 2018. V lednu roku 2018 přestoupil do klubu 1. FC Slovácko, kde také svoji prvoligovou profesionální kariéru ukončil prosinci roku 2019. Od léta 2020 je hráčem FC Přední Kopanina, účastníka pražského přeboru.

## Osobní
Jiří Krejčí v roce 2010 vystudoval na Vysoké škole ekonomické v Praze bakalářské studium obor Informatika. (Bc.) Kvůli svému působení v Řecku musel další studium na čas přerušit, po návratu domů ovšem ve studiu pokračoval. V září 2012 úspěšně ukončil vysokoškolské studium s titulem inženýr (Ing.). Mluví plynně anglicky, částečně rusky a španělsky. Byl členem Opinion Leaders v Hráčské fotbalové unii (HFU). Má syna.